# Diplostethus
Diplostethus là một chi bọ cánh cứng trong họ 
Elateridae.
Chi này được miêu tả khoa học năm 1907 bởi Schwarz.

## Các loài
Các loài trong chi này gồm:
- Diplostethus meridanus (Champion, 1896)
- Diplostethus opacicollis Schaeffer, 1916
- Diplostethus peninsularis (Champion, 1895)
- Diplostethus setosus (Germar, 1824)
- Diplostethus texanus LeConte, 1853